# Marindagen
Marindagen är ett evenemang där svenska marinen i Karlskrona sedan många år tillbaka bjuder in allmänheten till örlogshamnen. Besökarna får möjlighet att besöka bland annat minröjningsfartyg, ubåt av Gotlandsklass och dykare. Förutom de rent marina inslagen finns stridsfordon från Södra skånska regementet, helikoptrar från Helikopterflottiljen och mycket annat på plats. Blekinge flygflottilj, F17, gör flyguppvisning med JAS 39. Flera frivilligorganisationer som Hemvärnet deltar.
Marindagen genomförs vartannat år.